# Pipit du Vaal
Anthus vaalensis
Espèce
Statut de conservation UICN

LC : Préoccupation mineure
Le Pipit du Vaal (Anthus vaalensis) est une espèce africaine de passereaux de la famille des Motacillidae.

## Répartition et sous-espèces
Selon la classification de référence du Congrès ornithologique international (15.1, 2025) :
- A. v. chobiensis (Roberts, 1932) — du sud de la RDC au Malawi, Botswana et Zimbabwe ;
- A. v. neumanni Meinertzhagen, 1920 — plateau de Bié (Angola) ;
- A. v. namibicus Clancey, 1990 — centre/nord-est de la Namibie ;
- A. v. exasperatus Winterbottom, 1963 — pan de Makgadikgadi ;
- A. v. vaalensis Shelley, 1900 — sud du Botswana et Afrique du Sud.

## Dénomination
Ce taxon porte en français le nom vernaculaire ou normalisé suivant : Pipit du Vaal.

## Systématique
Le nom valide complet (avec auteur) de ce taxon est Anthus vaalensis Shelley, 1900,.

### Étymologie
Son épithète spécifique, composée de vaal et du suffixe latin -ensis, « qui vit dans, qui habite », se réfère au Vaal, une rivière d'Afrique du Sud au nord de laquelle des spécimens de cette espèce ont été collectés par Thomas Ayres (d) (1828-1913) et Frank Oates (1840-1875). 

### Publication originale
- (en) G. E. Shelley, The birds of Africa, comprising all the species which occur in the Ethiopian region, vol. 2, Londres, R.H. Porter, 1900, 348 p. (lire en ligne), p. 311-312.